# Хай-Пойнт (Северная Каролина)
Хай-Пойнт (англ. High Point) — город в Северной Каролине, в основном находится на территории округа Гилфорд. В 2009 году в городе проживало 101 835 человек, что делает его 8-м крупнейшим городом Северной Каролины. В отличие от большинства американских городов Хай-Пойнт расположен на территории 4 округов. Кроме округа Гилфорд, это также округа Рандолф, Дейвидсон и Форсайт.
В городе развиты мебельная и текстильная промышленность и производство автобусов. Здесь находится частный методистский Университет Хай-Пойнта, основанный в 1924 году.

## История
Хай-Пойнт был расположен в самой высокой точке железной дороги Северной Каролины 1856 года между Шарлоттом и Голдсборо, где она пересекалась с Грейт-Вестерн-Планк-Роуд 1852 года. Его центральное расположение и транспортировка позволяли доставлять сырье, например: хлопок и древесина, а также импортировать и экспортировать обработанные товары, что способствовало его росту города на ранних этапах его развития. Хай-Пойнт был заселен европейцами, включая английских квакеров и немецких иммигрантов, до 1750 года, но не был инкорпорирован до 1859 года. До того, как он стал крупным промышленным центром, наиболее важными отраслями промышленности были табачная, деревообрабатывающая и текстильная. Мебельная фабрика High Point была открыта в 1889 году.
Основанный в 1924 году, Университет Хай-Пойнт является гуманитарным учебным заведением, где обучается примерно 4400 студентов и аспиранты из 51 страны и 46 штатов. Он занимает по версии U. S. News and World Report 2013 года "Лучшие колледжи Америки" 1-е место среди комплексных университетов Юга. Также Университет Хай-Пойнт входит в топ-100 национальных университетов. Он имеет 44 специальности для бакалавров, 10 программ магистратуры и одну докторскую программу. Он аккредитован комиссией колледжей Южной ассоциации и является членом отдела NCAA I, Большой Южной конференции.

## География
Хай-Пойнт — единственный город в Северной Каролине, который лежит в пределах четырех округов: Дейвидсон, Форсайт, Гилфорд и Рандольф. Он также находится в пределах двух крупных водоразделов: Ядкин-Пи-Ди на Западе и Мыс Страха на Востоке. Некоторые части города поднимаются выше 1000 футов (300 м), что делает его одним из самых высоких городов в Пьемонте.
Высокая точка расположена на 35°58’14"N 79°59’51"W.. Он граничит с городом Гринсборо на севере, Джеймстауном на северо-востоке и Арчдейлом на юго-востоке. Городские границы Тринити и Томасвилла находятся в полумиле от границ города Хай-Пойнт на юге и юго-западе соответственно.
По данным Бюро переписи населения США, общая площадь города составляет 55,4 квадратных мили (143,6 км2), из которых 53,8 квадратных миль (139,3 км2) — это земля и 1,7 квадратных миль (4,3 км2), или 2,96 %, — вода.